# (5093) Svirelia
(5093) Svirelia (1982 TG1) – planetoida z pasa głównego asteroid okrążająca Słońce w ciągu 4,35 lat w średniej odległości 2,66 j.a. Odkryta 14 października 1982 roku.